# 永宁 (后赵)
永宁（350年三月—351年四月）是十六国时期后赵政权后赵第七任君主石祗的年号，共计十三個月。
后趙將領劉顯殺死石祗，向冉魏投降，從而后趙滅亡。

## 纪年
| 永宁 | 元年  | 二年  |
| ---- | ----- | ----- |
| 公元 | 350年 | 351年 |
| 干支 | 庚戌  | 辛亥  |

## 参看
- 中国年号索引
- 其他时期使用的永宁年号
- 同期存在的其他政权年号
  - 永和（345年-356年）：东晋皇帝晉穆帝司馬聃的年号
  - 建兴：前凉政权年号
  - 建国（338年十一月-376年）：代政权拓跋什翼犍年号
  - 永兴（350年閏二月—352年四月）：冉魏政权冉闵年号
  - 皇始（351年正月-355年五月）：前秦政权苻健年号
  - 元璽（352年十一月-357年正月）：前燕政权慕容儁年号